# 閣樓 (雜誌)
《閣樓》（英語：Penthouse）是由鮑伯·古喬內（Bob Guccione）創辦的男性雜誌，結合了城市生活方式和輕度情色畫布。至1990年代，《閣樓》的風格由樂而不淫轉為露骨。《閣樓》由Penthouse Media Group, Inc.擁有，而其母公司為（早前因美国破产法第十一章而改組的）Penthouse International Inc.。雖然鮑勃·古乔內是美國人，不過《閣樓》卻先在1965年於英國發售，再在1969年於美國發售。
2016年1月，《閣樓》雜誌宣布，由於最高峰時500萬冊，但基於受互聯網發展逐漸式微，因此轉為網上刊載，而原美國紐約的發行部終止運作，轉為於母公司交友網絡公司（FriendFinder）位於洛杉磯的總部互聯網基地運作，結束了51年印刷發行。不過，總經理凱利·荷蘭（Kelly Holland）很快否定了這一決定，並承諾保留這本雜誌的印刷版本。

## 風格轉變
在1998年，《閣樓》決定把風格由樂而不淫轉為露骨。

## 國際版本
《閣樓》曾於香港及臺灣發行中文版，當中香港中文版於1986年至2004年間發售。
《閣樓》直至2006年4月仍發售以下版本：
- 澳洲
- 荷蘭
- 德國
- 希臘
- 匈牙利
- 紐西蘭
- 俄羅斯
- 西班牙
- 泰國
- 烏克蘭
- 英國

## 轶事
1974年12月10日，著名科学家史蒂芬·霍金与他的加州理工学院好友索恩就黑洞是否存在立下赌约。如果黑洞存在，霍金将给索恩订阅1年的《阁楼》杂志；反之，索恩将给霍金订阅4年的英国讽刺杂志《Private Eye》。1990年，在第二版的《时间简史》中，霍金承认输掉赌约并履行了为索恩订阅一年《阁楼》杂志的承诺。

## 其他杂志
- 花花公子
- 美信
- 男人装
- Ms Puiyi

## 外部連結
- 《閣樓》官網 （页面存档备份，存于）
- 《閣樓》雜誌官網 （页面存档备份，存于）